# Saksunar kirkja
Saksunar kirkja är en kyrkobyggnad belägen i orten Saksun på ön Streymoy, Färöarna. Kyrkan tillhör Färöarnas folkkyrka.

## Kyrkobyggnaden
Kyrkan fanns ursprungligen i Tjørnuvík, men 1850 fann man kyrkan vara i så dåligt skick att den skulle rivas. Kyrkan återuppfördes i Saksun och invigdes 20 juni 1858. Elektriskt ljus och värme installerades 1963.
Kyrkan har en stomme av sten och täcks av ett grästak. Vid västra kortsidan finns en liten takryttare av trä som är diagonalt sidställd och har ett pyramidtak. Ingång finns vid kyrkans nordvästra sida.

## Inventarier
Merparten av inventarierna fanns tidigare i Tjørnuvík. På altaret står ett krucifix. Predikstolen består av sex fält i en tänkt tiohörning. Kyrkklockan tillverkades för kyrkans "andra" invigning 1858 och saknar inskription.

## Bilder

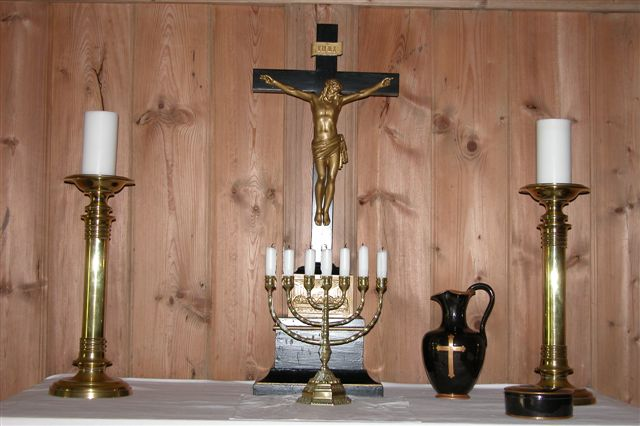
Altaret.
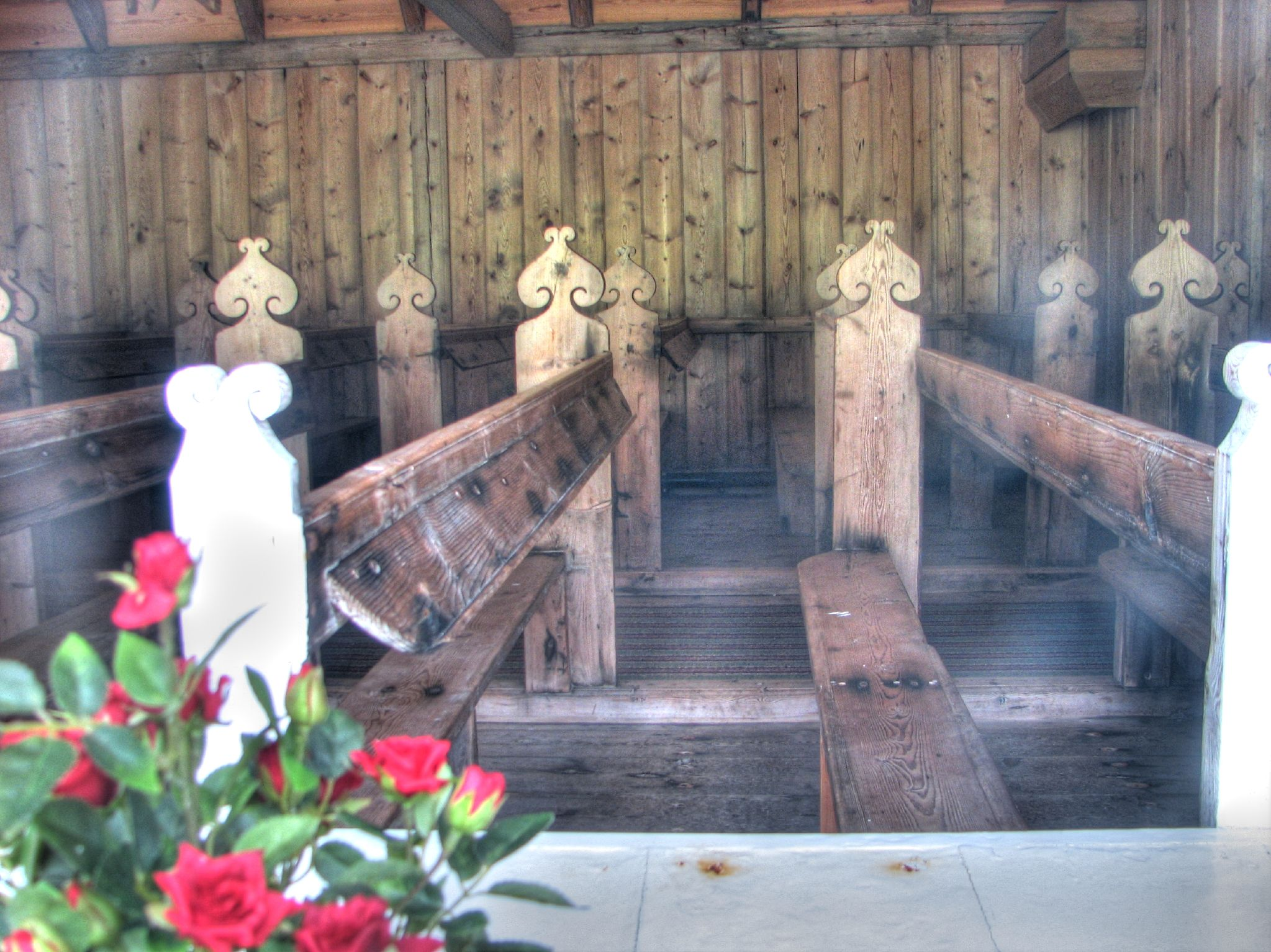
Bänkar.
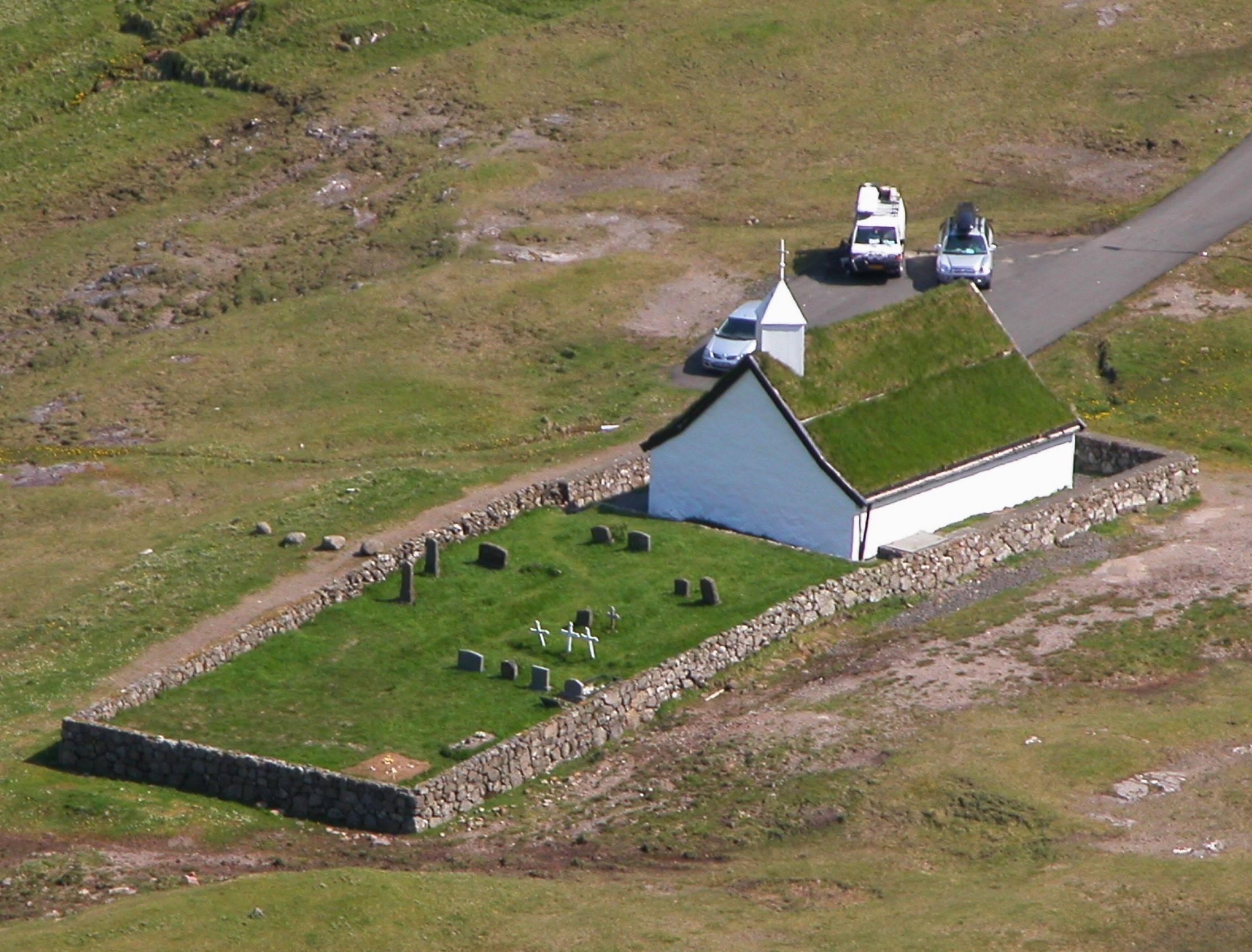
Kyrkan med kyrkogården.
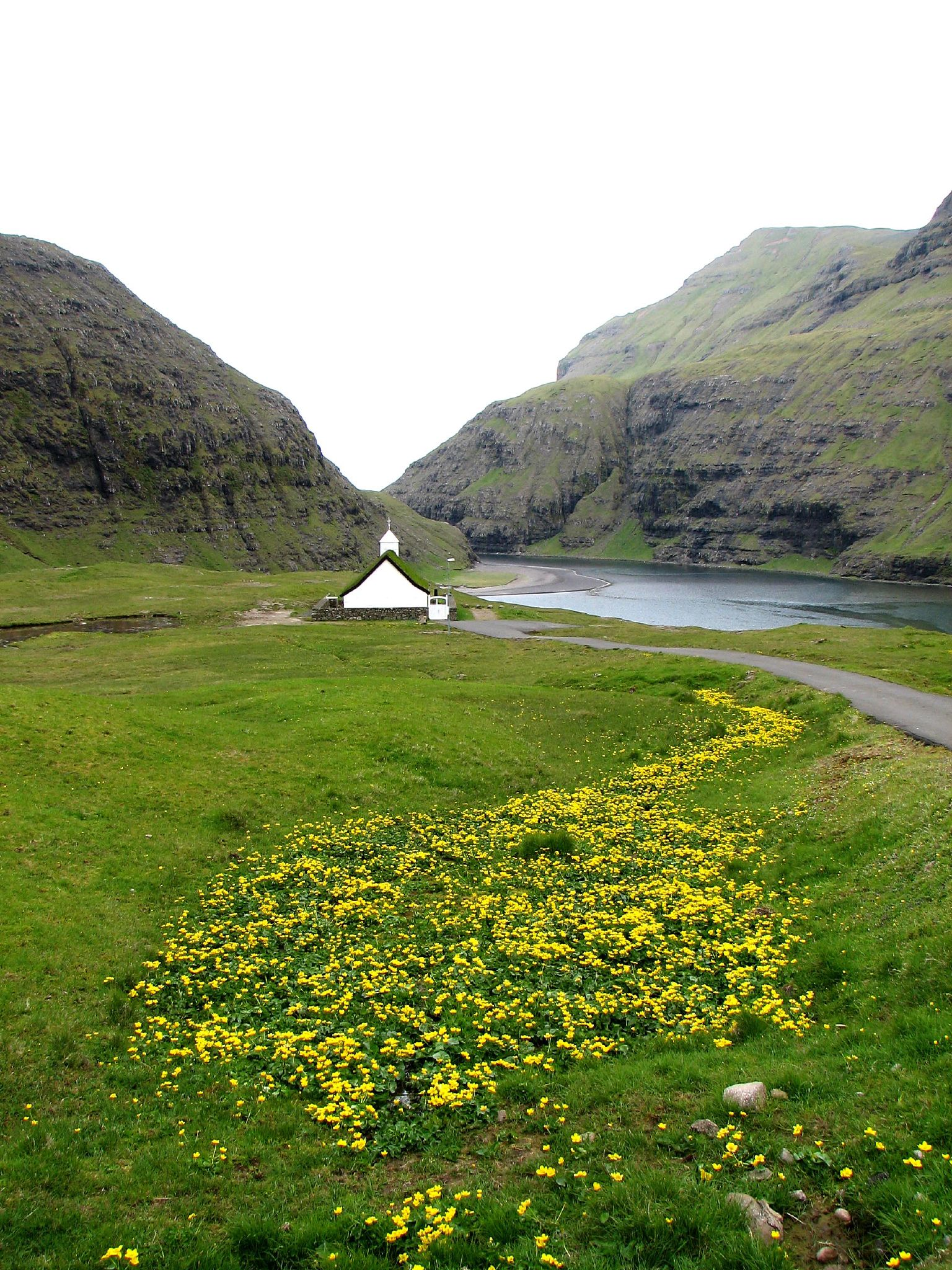
Kyrkan med fjorden.